# Thaumalea kykladica
Thaumalea kykladica är en tvåvingeart som beskrevs av Wagner 1981. Thaumalea kykladica ingår i släktet Thaumalea och familjen mätarmyggor.
Artens utbredningsområde är Grekland. Inga underarter finns listade i Catalogue of Life.